# Chilicola griswoldi
Chilicola griswoldi is een vliesvleugelig insect uit de familie Colletidae. De wetenschappelijke naam van de soort is voor het eerst geldig gepubliceerd in 1994 door Michener.